# Bárbara Garófalo
Bárbara Garófalo   (Veneçuela, 1992) és una actriu, cantant i model veneçolana.

## Carrera artística
Garófalo ja va fer-se model amb tot just tres anys. El 1999 va aparèixer en la pel·lícula infantil La Aventura Mágica de Óscar. Aquest mateix any va actuar en tres telenovel·les, Carita Pintada, Hay Amores que Matan i Vive la Pepa.
Va fer el seu debut internacional l'any 2001, quan es va traslladar a Colòmbia per gravar la telenovel·la Mi pequeña mamá. Aquesta actuació li va obrir el camí per a participar en la telenovel·la de 2002 La Venganza, amb gran repercussió al país cafeter. Més endavant va aparèixer en altres produccions en televisió com Una Maid en Manhattan (2011), Relaciones Peligrosas (2012) i Tierra de Reyes (2015).

## Filmografia
| Any  | Pel·lícula                  |
| ---- | --------------------------- |
| 1999 | Carita pintada              |
| 2000 | Hay amores que matan        |
| 2000 | La mágica aventura de Óscar |
| 2001 | Viva la Pepa                |
| 2002 | Mi pequeña mamá             |
| 2002 | La Venganza                 |
| 2011 | Grachi                      |
| 2011 | Una Maid en Manhattan       |
| 2012 | Relaciones Peligrosas       |
| 2015 | Tierra de Reyes             |

Fonts: